# Regija Maule
VII. regija Maule (španjolski: VII Región del Maule) je jedna od 15 regija u Čileu. Nalazi se u središnjem dijelu zemlje na istoku regije je državna granica s Argentinom.

## Stanovništvo
U regija živi 908.097 stanovnika. Gustoća naseljenosti je 30 stanovnika / km ². Prema podacima iz 2009. najveći gradovi su Talca s 235.000, Curicó sa 120.700 i Linares s 92.000 stanovnika. 

## Zemljopis
Susjedne regije su na sjeveru Libertador General Bernardo O'Higgins, na jugu Biobío,  na istoku je državna granica s Argentinom, a na zapadu je Tihi ocean. 

## Administrativna podjela
Regija je podjeljena na četiri provincija i 30 općina.
| Administrativna podjela regije Maule | Administrativna podjela regije Maule |                    |
| --- | ------------------------------------ | ------------------ |
| \| Provincija \| Središte \| Općina \| \| ---------- \| --------- \| ------------------ \| \| Cauquenes \| Cauquenes \| 1 Cauquenes \| \| Cauquenes \| Cauquenes \| 2 Chanco \| \| Cauquenes \| Cauquenes \| 3 Pelluhue \| \| Curicó \| Curicó \| 4 Curicó \| \| Curicó \| Curicó \| 5 Hualañé \| \| Curicó \| Curicó \| 6 Licantén \| \| Curicó \| Curicó \| 7 Molina \| \| Curicó \| Curicó \| 8 Rauco \| \| Curicó \| Curicó \| 9 Romeral \| \| Curicó \| Curicó \| 10 Sagrada Familia \| \| Curicó \| Curicó \| 11 Teno \| \| Curicó \| Curicó \| 12 Vichuquén \| \| Linares \| Linares \| 13 Colbún \| \| Linares \| Linares \| 14 Linares \| \| Linares \| Linares \| 15 Longaví \| \| Linares \| Linares \| 16 Parral \| \| Linares \| Linares \| 17 Retiro \| \| Linares \| Linares \| 18 San Javier \| \| Linares \| Linares \| 19 Villa Alegre \| \| Linares \| Linares \| 20 Yerbas Buenas \| \| Talca \| Talca \| 21 Constitución \| \| Talca \| Talca \| 22 Curepto \| \| Talca \| Talca \| 23 Empedrado \| \| Talca \| Talca \| 24 Maule \| \| Talca \| Talca \| 25 Pelarco \| \| Talca \| Talca \| 26 Pencahue \| \| Talca \| Talca \| 27 Río Claro \| \| Talca \| Talca \| 28 San Clemente \| \| Talca \| Talca \| 29 San Rafael \| \| Talca \| Talca \| 30 Talca \| |                                      |                    |
| Provincija | Središte                             | Općina             |
| Cauquenes | Cauquenes                            | 1 Cauquenes        |
| Cauquenes | Cauquenes                            | 2 Chanco           |
| Cauquenes | Cauquenes                            | 3 Pelluhue         |
| Curicó | Curicó                               | 4 Curicó           |
| Curicó | Curicó                               | 5 Hualañé          |
| Curicó | Curicó                               | 6 Licantén         |
| Curicó | Curicó                               | 7 Molina           |
| Curicó | Curicó                               | 8 Rauco            |
| Curicó | Curicó                               | 9 Romeral          |
| Curicó | Curicó                               | 10 Sagrada Familia |
| Curicó | Curicó                               | 11 Teno            |
| Curicó | Curicó                               | 12 Vichuquén       |
| Linares | Linares                              | 13 Colbún          |
| Linares | Linares                              | 14 Linares         |
| Linares | Linares                              | 15 Longaví         |
| Linares | Linares                              | 16 Parral          |
| Linares | Linares                              | 17 Retiro          |
| Linares | Linares                              | 18 San Javier      |
| Linares | Linares                              | 19 Villa Alegre    |
| Linares | Linares                              | 20 Yerbas Buenas   |
| Talca | Talca                                | 21 Constitución    |
| Talca | Talca                                | 22 Curepto         |
| Talca | Talca                                | 23 Empedrado       |
| Talca | Talca                                | 24 Maule           |
| Talca | Talca                                | 25 Pelarco         |
| Talca | Talca                                | 26 Pencahue        |
| Talca | Talca                                | 27 Río Claro       |
| Talca | Talca                                | 28 San Clemente    |
| Talca | Talca                                | 29 San Rafael      |
| Talca | Talca                                | 30 Talca           |

## Vanjske poveznice
- Službena stranica regije